# Les Trompettes de la renommée
Les Trompettes de la renommée è il nono album del cantautore francese Georges Brassens ed è stato pubblicato nel 1962.

## Tracce
Testi e musiche di Georges Brassens eccetto il testo di Marquise e di Si le Bon Dieu l'avait voulu.
1. Les Trompettes de la renommée – 5' 12"
2. Jeanne – 3' 02"
3. Je rejoindrai ma belle – 1' 55"
4. Marquise (testo di Pierre Corneille e Tristan Bernard) – 2' 40"
5. La Guerre de 14-18 – 2' 00"
6. Les Amours d'antan – 3' 13"
7. L'Assassinat – 3' 41"
8. La Marguerite – 2' 25"
9. Si le Bon Dieu l'avait voulu (poesia di Paul Fort) – 1' 28"

## Musicisti
- Georges Brassens: voce, chitarra
- Pierre Nicolas: contrabbasso
- Barthélémy Rosso : seconda chitarra